# غيلامبوب
غيلامبوب هي بلدة في مقاطعة أنغور في ولاية صرخنداريا في أوزبكستان.